# Monodontomerus clementi
Monodontomerus clementi är en stekelart som beskrevs av Grissell 1973. Monodontomerus clementi ingår i släktet Monodontomerus och familjen gallglanssteklar. Inga underarter finns listade i Catalogue of Life.